# Tamou
Tamou este o comună rurală din departamentul Say, regiunea Tillabéri, Niger, cu o populație de 52.917 locuitori (2001).